# Юрковецкая сельская община
Юрковецкая сельская община (укр. Юрковецька сільська громада) — территориальная община в Черновицком районе Черновицкой области Украины.
Административный центр — село Юрковцы.
Население составляет 12529 человек. Площадь — 165,1 км².
В соответствии с распоряжением Кабинета Министров Украины от 12 июня 2020 года, в состав общины вошла территория Балатовского, Боянукского, Горошовецкого, Добрыновецкого, Погореловского, Ржавинецкого, Чернопотокского и Юрковецкого сельских советов упразднённого Заставновского района

## Населённые пункты
В состав общины входит 8 сёл:
- Юрковцы
- Баламутовский старостинский округ:
  - Баламутовка
- Боянчукский старостинский округ:
  - Боянчук
- Горошовецкий старостинский округ:
  - Горошовцы
- Добрыновецкий старостинский округ:
  - Добрыновцы
- Погореловский старостинский округ:
  - Погореловка
- Ржавинецкий старостинский округ:
  - Ржавинцы
- Чернопотокский старостинский округ:
  - Чёрный Поток